# Machalilla-Kultur
Die Machalilla-Kultur war eine jungsteinzeitliche Kultur an der Pazifikküste Ecuadors. Sie bildet die Mittlere Formative Periode in der Geschichte Ecuadors. Hervorgegangen aus der Valdivia-Kultur, bestand sie zwischen dem 18. und 10. Jahrhundert v. Chr.

## Typlokalität und geographische Verbreitung
Die eponyme Typlokalität Machalilla, ein kleiner Küstenort südwestlich vom Kanton Jipijapa, liegt im Nationalpark Machalilla an der Pazifikküste in der Provinz Manabí. Hauptverbreitungsgebiet der Kultur war neben der Provinz Manabí die Provinz Santa Elena (Santa-Elena-Halbinsel).

## Entdeckung und Erstbeschreibung
Die Machalilla-Kultur wurde erstmals 1958 vom ecuadorianischen Archäologen Emilio Estrada entdeckt und beschrieben.

## Zeitlicher Rahmen
Der Übergang Valdivia-Kultur/Machalilla-Kultur wird generell bei 1800 v. Chr. angesetzt. Das Ende der Kultur kann nicht eindeutig erfasst werden, da sie sich letztlich zusehends mit der nachfolgenden Chorrera-Kultur (ab 1300 v. Chr.) vermischte. Der Zeitpunkt für das endgültige Auslaufen der Machalilla-Kultur wird meist mit 1000 v. Chr. angegeben, kann aber möglicherweise auch bei 800 v. Chr. zu liegen kommen. Die Kultur wurde außerdem vor ihrem Ende zusätzlich von mesoamerikanischen Einflüssen überlagert. So werden ab 1500 v. Chr. Verbindungen zur Capacha-Kultur in Westmexiko (Colima) vermutet.

## Lebensweise
Die Menschen der Machalilla-Kultur gingen vorrangig dem Ackerbau nach, sie betätigten sich aber auch als Jäger und Sammler und betrieben Fischfang. 
Bemerkenswert ist ihre Praxis der künstlichen Schädeldeformation, die bereits in sehr jungen Jahren (Säuglingsalter) mittels Steinbeschwerung ausgeführt wurde. Die Beweggründe für diesen seltsamen Brauch sind nicht klar, möglicherweise wurden okzipitale Schädelauslängungen aus ästhetischen Gründen vorgenommen, eine Hervorhebung der sozialen Position der Trägerpersonen ist ebenfalls denkbar.

## Keramik und Kunst

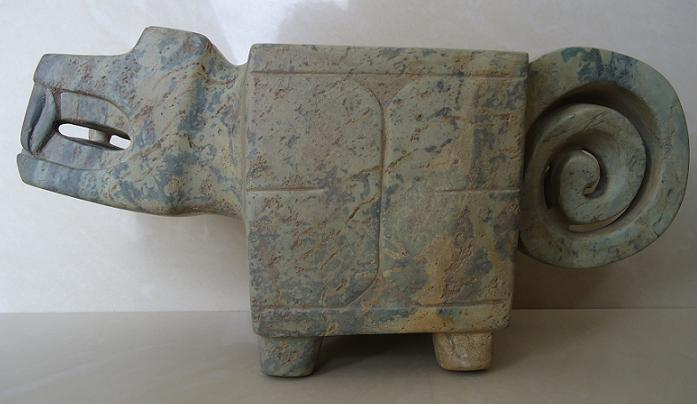
Mörser in Jaguargestalt, Südküste Ekuadors, zirka 2000 bis 1300 v. Chr.

Die Machalilla-Keramik (auch manchmal als Machalilla-Stil bezeichnet) stellt eine nahtlose Weiterentwicklung der Keramiken der Valdivia-Kultur dar – wobei letztere zuletzt zusehends unter den Einfluss der nordperuanischen Cerro-Narrío-Kultur geraten war. Auffallend ist die dünnwandigere, teils polierte Töpferware (durchschnittliche Wandstärke 4 bis 7 Millimeter) und eine wesentlich größere Formenvielfalt der Gefäße. Hergestellt wurden Töpfe, Flaschen, Krüge, Schenkkrüge, Schalen in typischen Rottönen usw. Recht seltsam anmutende Gefäße mit Bügelausguß treten erstmals auf. Bei diesem Gefäßtypus wird ein steigbügelartiger, ringförmiger, hohler Henkel aufgesetzt, der in einem doppelröhrigen Ausguss endet. Bügelgefäße sollten später in den Kulturen von Chavín und Vicús sowie bei den Mochica und den Chimú recht häufig werden.
Insgesamt können 23 verschiedene Gefäßformen unterschieden werden. Dekoriert wurden die Gefäße in dick aufgetragenen, roten Farbtönen und simplen Ritzmustern, manchmal wurden die beiden Verfahren kombiniert eingesetzt.
Die Machalilla-Kultur innovierte auch bei den anthropomorphen Gefäßen, bei denen ihr kugelförmiger Bauch ein menschliches Gesicht repräsentiert.
Bei den Frauenstatuetten kam es jedoch im Vergleich zur Valdivia-Kultur zu einem stilistischen Rückgang/Wandel. Ihre Umrisse wurden ungenauer ausgeführt und die vormals aufwendigen Frisuren verschwanden. Vormals weggelassene oder minimierte Merkmale wurden jedoch hervorgehoben. Die Gesichter der Statuetten waren als Flachrelief gearbeitet und zeichneten sich durch ihre charakteristischen Kaffeebohnenaugen sowie durch schnabelartig hervortretende Nasen aus.
Auch Mörser in Tierdarstellung kamen zur Ausführung. Zu nennen sind ferner Tonpfeifen, Kerzenhalter und Statuetten, die teils die bereits angeführten Schädeldeformationen abbilden.